# تولسکی (آدیغیه)
تولسکی (روسی: Ту́льский) یک شهر در روسیه است که در آدیغیه واقع شده‌است.